# Helvetia

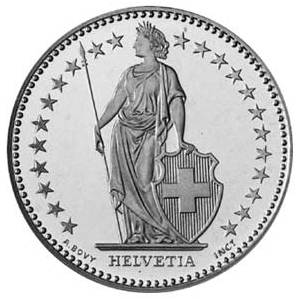
Helvetia en una moneda de dos francos suizos.

Helvetia es la personificación nacional femenina de Suiza, proviene del nombre de la tribu de los helvecios y es una derivación neolatina con el significado de Suiza o Confederación Suiza. Helvetia aparece por primera vez en el siglo XVIII como mujer. Ganó en importancia con el resurgir del sentimiento nacional en el siglo XIX y la fundación de la Confederación Suiza en el año 1848. Apareció en monedas y sellos, así como en ilustraciones políticas y patrióticas. Hasta hoy día se encuentra la imagen de Helvetia en las monedas de ½, 1 y 2 francos suizos.

## Historia

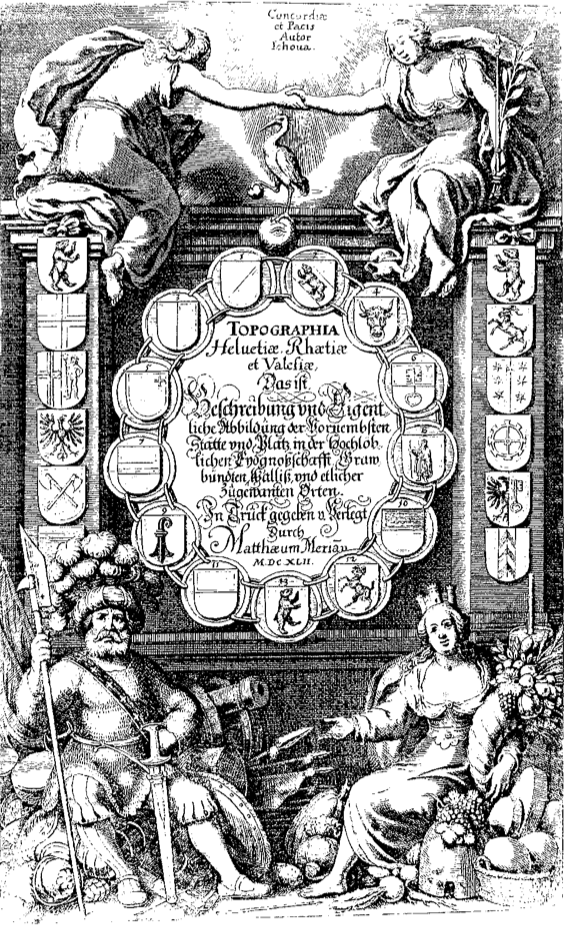
Portada de Topographia de 1642 de Matthäus Merian donde aparece Eidgenosse en la parte inferior a la izquierda y a su derecha la alegoría de la abundancia, posible precedente de la alegoría de Helvetia.

La moda de representar a la Confederación Suiza de forma alegórica surge en el siglo XVII. Esto reemplaza una convención anterior, popular en la década de 1580, de representar a Suiza como un toro (Schweizer Stier).
En la primera mitad del siglo XVII, no había una sola alegoría identificada como Helvetia. Más bien, se mostraron una serie de alegorías, que representan tanto las virtudes como los vicios de la confederación. En la portada de Topographia de 1642 de Matthäus Merian muestra dos figuras alegóricas sentadas debajo del panel del título: una es la figura de un Eidgenosse armado, que representa la destreza militar o la victoria suiza, la otra es una alegoría femenina de la abundancia con corona mural, representando el territorio suizo o su fertilidad.
Las alegorías femeninas de los cantones individuales son anteriores a la figura única de Helvetia. Hay representaciones de Respublica Tigurina Virgo (1607), una de  Lucerna mostrada en 1658 como la vencedora de Villmergen, Christoph Pfyffer y una de Berna de 1682.
Durante el próximo medio siglo, la Abundancia de Merian se convertiría en la figura de Helvetia propiamente dicha. Una pintura al óleo de 1677/78 de Solothurn, conocida como Libertas Helvetiae, muestra una alegoría femenina de Libertas apoyada en un pilar. En 1672, una pintura al óleo de Albrecht Kauw muestra varias figuras etiquetadas como Helvetia moderna. Estos representan vicios como el placer y la avaricia, en contraste con las virtudes de la Helvetia antiqua (no se muestra en la pintura).
El 14 de septiembre de 1672, una obra barroca monumental de Johann Caspar Weissenbach se realizó en Zug, titulada Eydtgnossisch Contrafeth Auff- und Abnemmender Jungfrawen Helvetiae. La obra está llena de alegorías que ilustran el ascenso de Helvetia y su decadencia después de la Reforma. En el cuarto acto, Abnemmende Helvetiae o "Helvetia menguante" se enfrenta a las alegorías del ateísmo y la política mientras las viejas virtudes la abandonan. En la escena final, Cristo mismo parece castigar a la damisela rebelde, pero la Madre de Dios y Nicolás de Flüe interceden y la pecadora arrepentida es perdonada.
La identificación de los suizos como "Helvetianos" (Hélvetiens) se vuelve común en el siglo XVIII, particularmente en el idioma francés, como en el muy patriótico Histoire des Hélvetiens (1749–53) de François-Joseph-Nicolas d'Alt de Tieffenthal, seguido por Histoire de la Confédération hélvetique de Alexander Ludwig von Wattenwyl (1754). Helvetia aparece en obras de arte patrióticas y políticas en el contexto de la construcción de una historia e identidad nacional a principios del siglo XIX, que tras la desintegración de la República Helvética de Napoleón aparece en monedas y sellos federales oficiales desde la fundación de Suiza como Estado federal en 1848.

## Galería

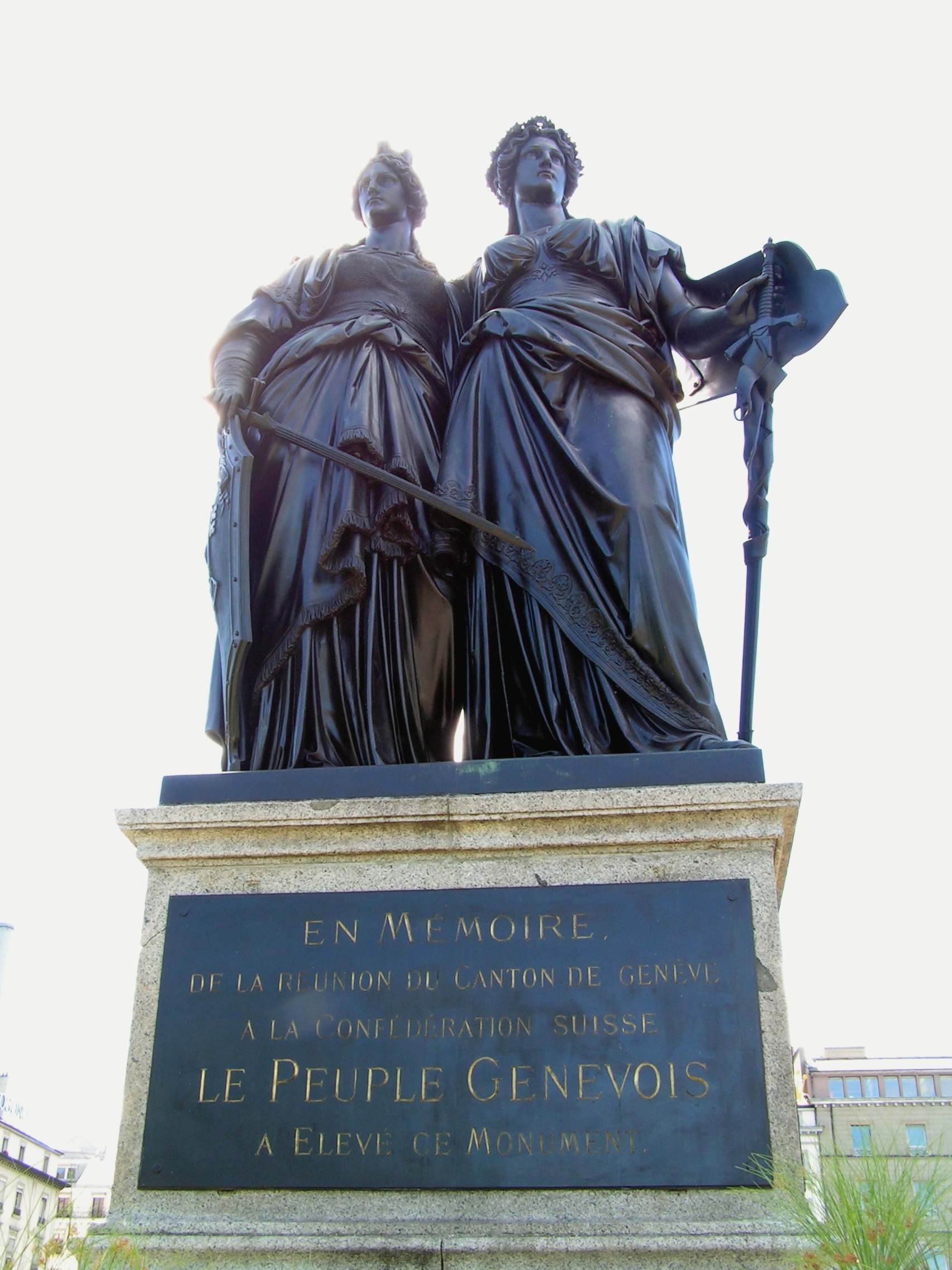
Helvetia (a la derecha) junto a "Ginebra" (monumento en Ginebra).
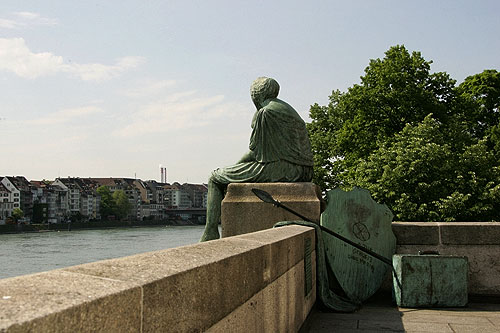
Helvetia auf Reisen ("Helvetia de viaje"), estadua en Basilea.
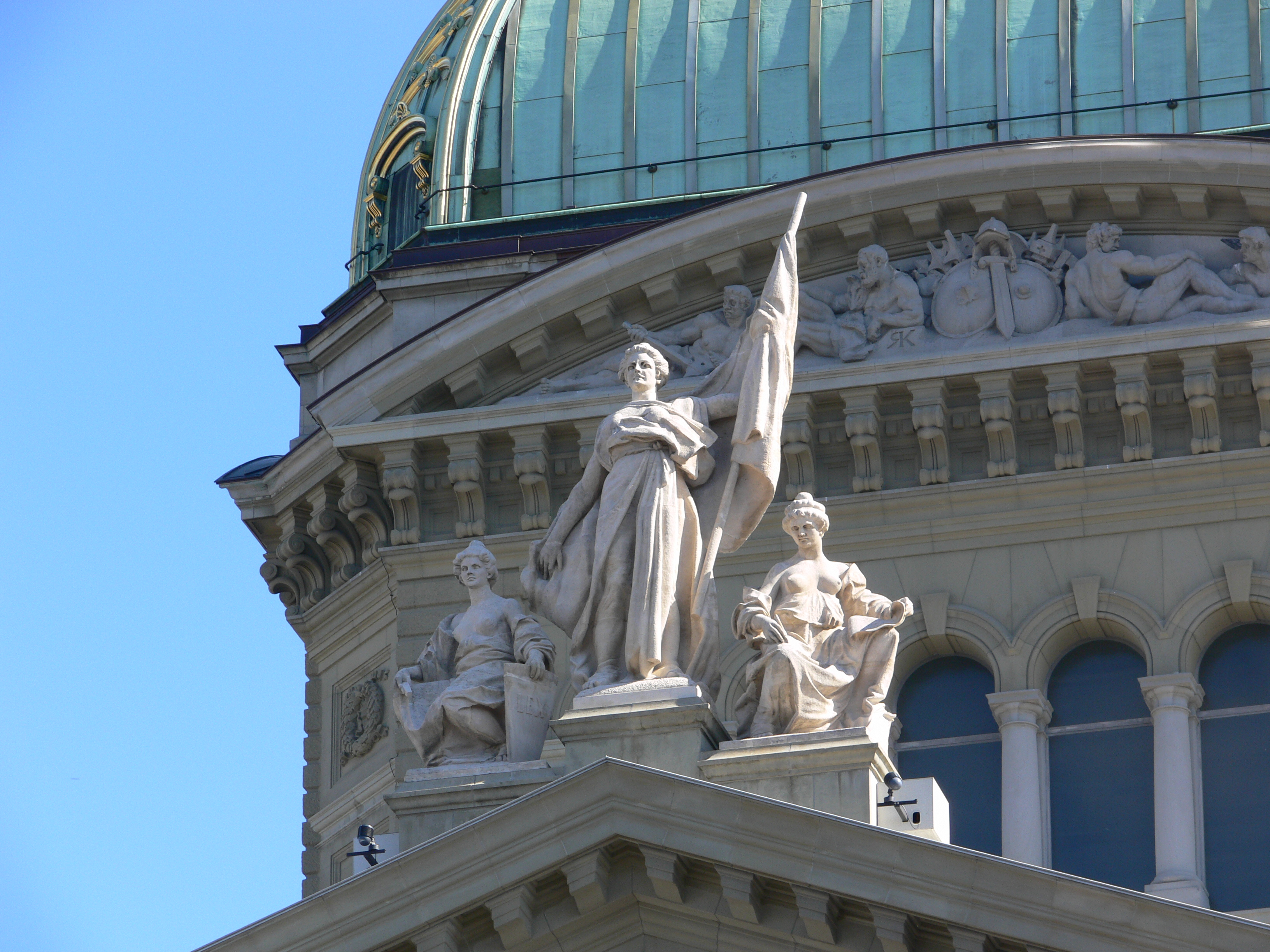
Estatua de Helvetia en el Palacio Federal de Suiza en Berna.
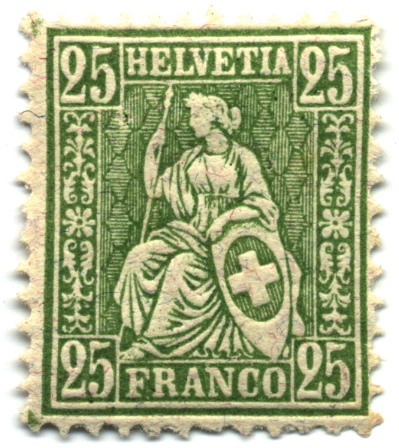
Helvetia representada en un sello de 1881.
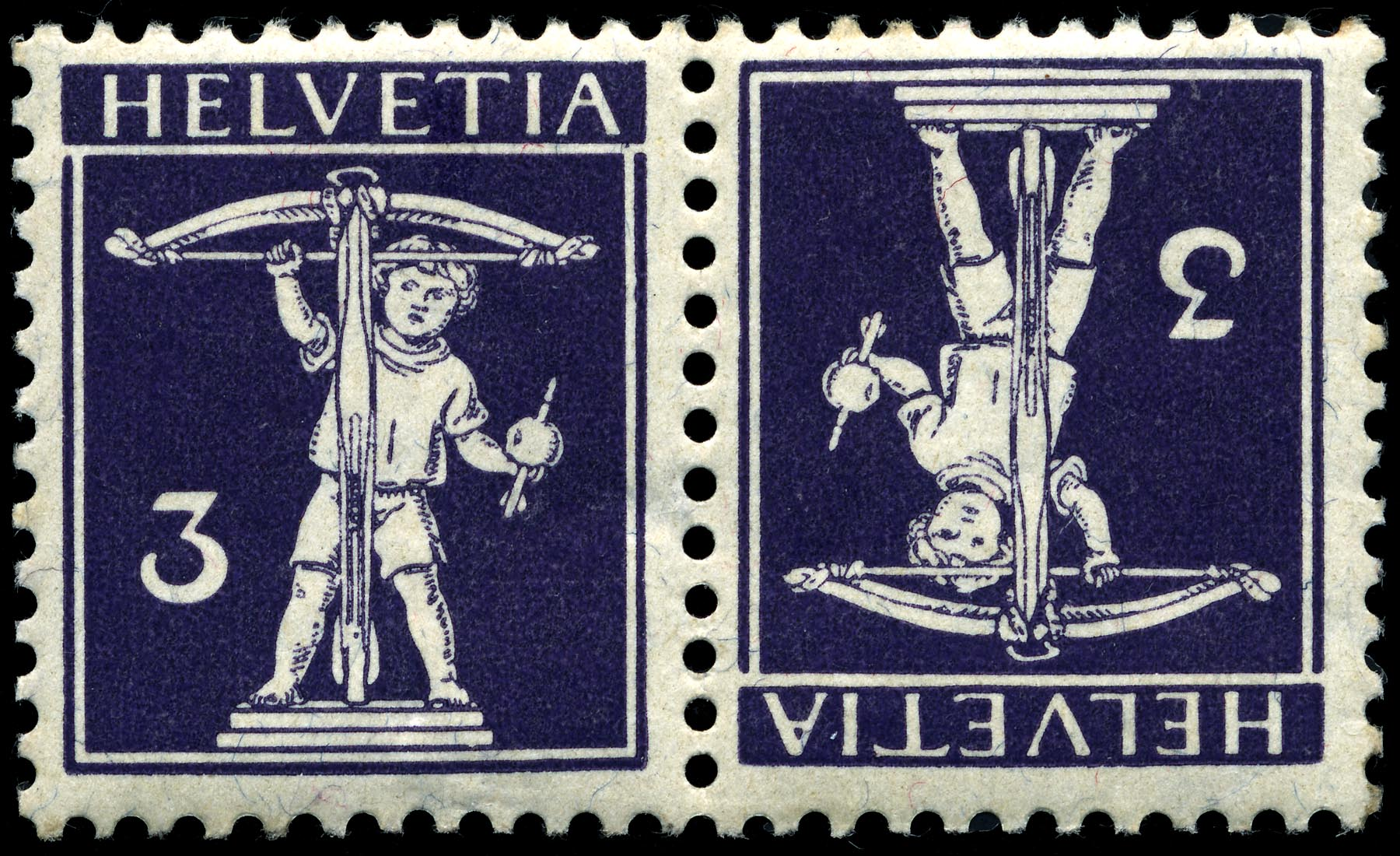
En los sellos suizos aparece "Helvetia" para indicar que son de Suiza.